# 土佐仮乗降場
土佐仮乗降場（とさかりじょうこうじょう）は、かつて北海道常呂郡常呂町土佐（現・北見市常呂町土佐）にあった日本国有鉄道（国鉄）湧網線の仮乗降場（廃駅）である。1972年（昭和47年）2月8日、利用者僅少により廃止となった。

## 歴史
- 1956年（昭和31年）1月7日 - 開設[1]。局設定。
- 1972年（昭和47年）2月8日 - 廃止[1]。

### 仮乗降場名の由来
1895年（明治28年）に当地へ高知県（土佐国）から土佐団体29戸が入植したことによる。

## 駅構造
常呂駅に向かって右側に単式ホーム1面1線を有し、ホーム中央横に待合室を有した。

## 駅周辺
- 土佐公民館
- 北見市立常呂中学校
- 北海道常呂高等学校
- 国道238号
- 北見市営（旧・常呂町営）バス「常呂中学校」停留所
  - 道路事情の関係で、網走バスが運行する廃止代替バスは近隣を走行しない。

## 駅跡
かつて、線路の路盤は基線道から丁度150m西側の位置を並行して走り、当乗降場は四号道の踏切の南側（北見共立側）に設けられていた。現在では完全に畑の中に埋没し、畑の作付境界も旧線路位置とは関係ない位置に区画されているため全くわからなくなっている。

## 隣の駅
日本国有鉄道
湧網線 
北見共立駅 - 土佐仮乗降場 - 常呂駅